# Rue Kirotchnaïa
La rue Kirotchnaïa (Ки́рочная у́лица, Kirotchnaïa oulitsa) est une voie du centre historique  de Saint-Pétersbourg en Russie.

## Situation et accès
La rue qui s'étend sur 2 400 mètres est située dans le district central de Saint-Pétersbourg, elle démarre à la perspective Liteïny et se termine rue de Novgorod.

## Origine du nom
Elle doit son nom au mot russe Kirkha (dérivé de Kirche en allemand ou Kyrka en suédois), signifiant une église luthérienne. En effet l'église luthérienne Sainte-Anne (Annenkirche en allemand), construite en 1779, se trouve au no 8.

## Historique
La rue a été tracée dans la première moitié du XVIIIe siècle et s'appelait au début la 4e ligne d'artillerie, puis a pris son nom actuel à la fin du XVIIIe siècle. En 1932, elle a été renommée rue Saltykov-Chtchedrine en l'honneur de l'écrivain, et a retrouvé son nom originel en 1998. Elle a été prolongée de 300 mètres en 2013.

## Bâtiments remarquables et lieux de mémoire

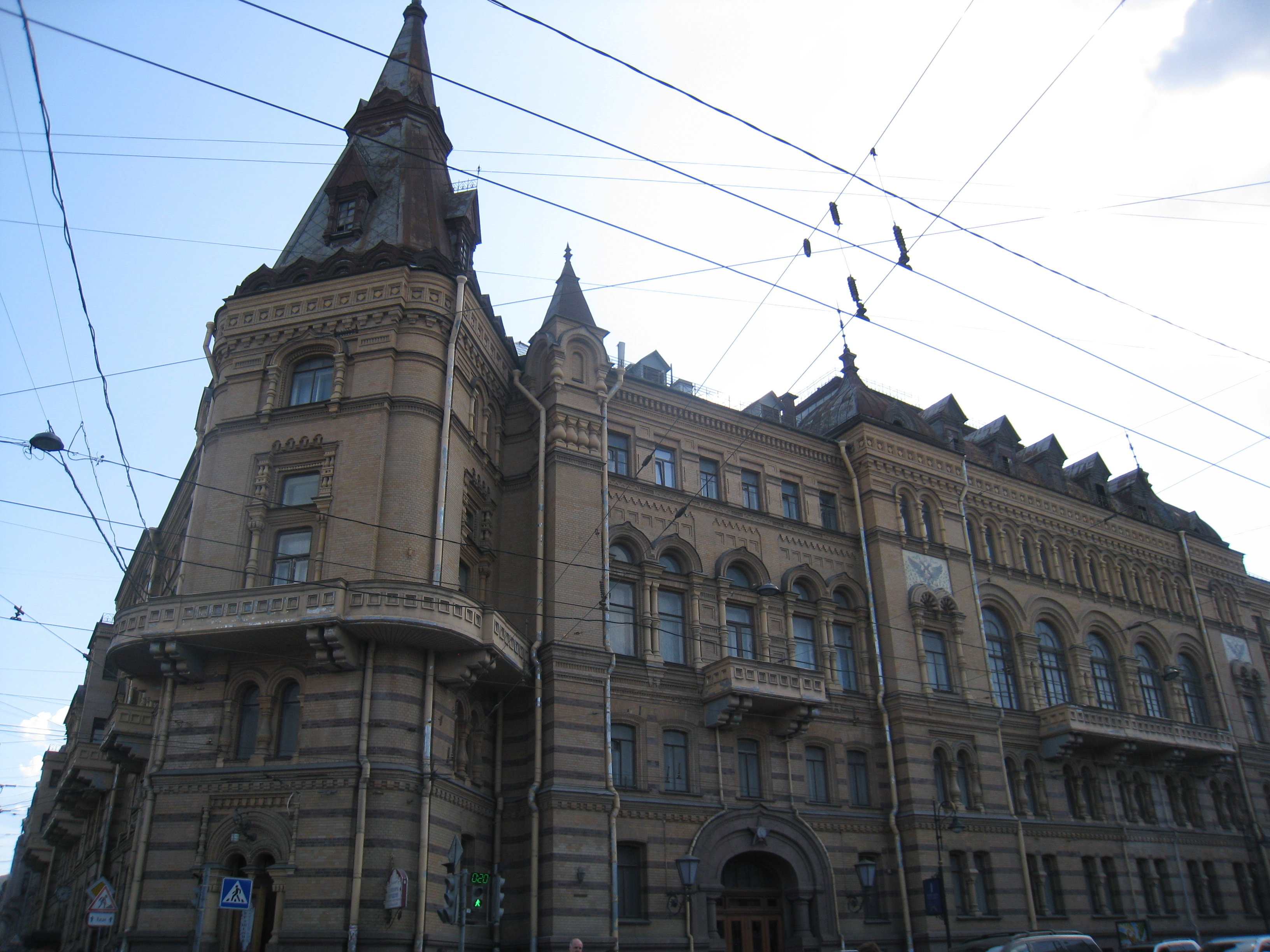
Maison des Officiers.

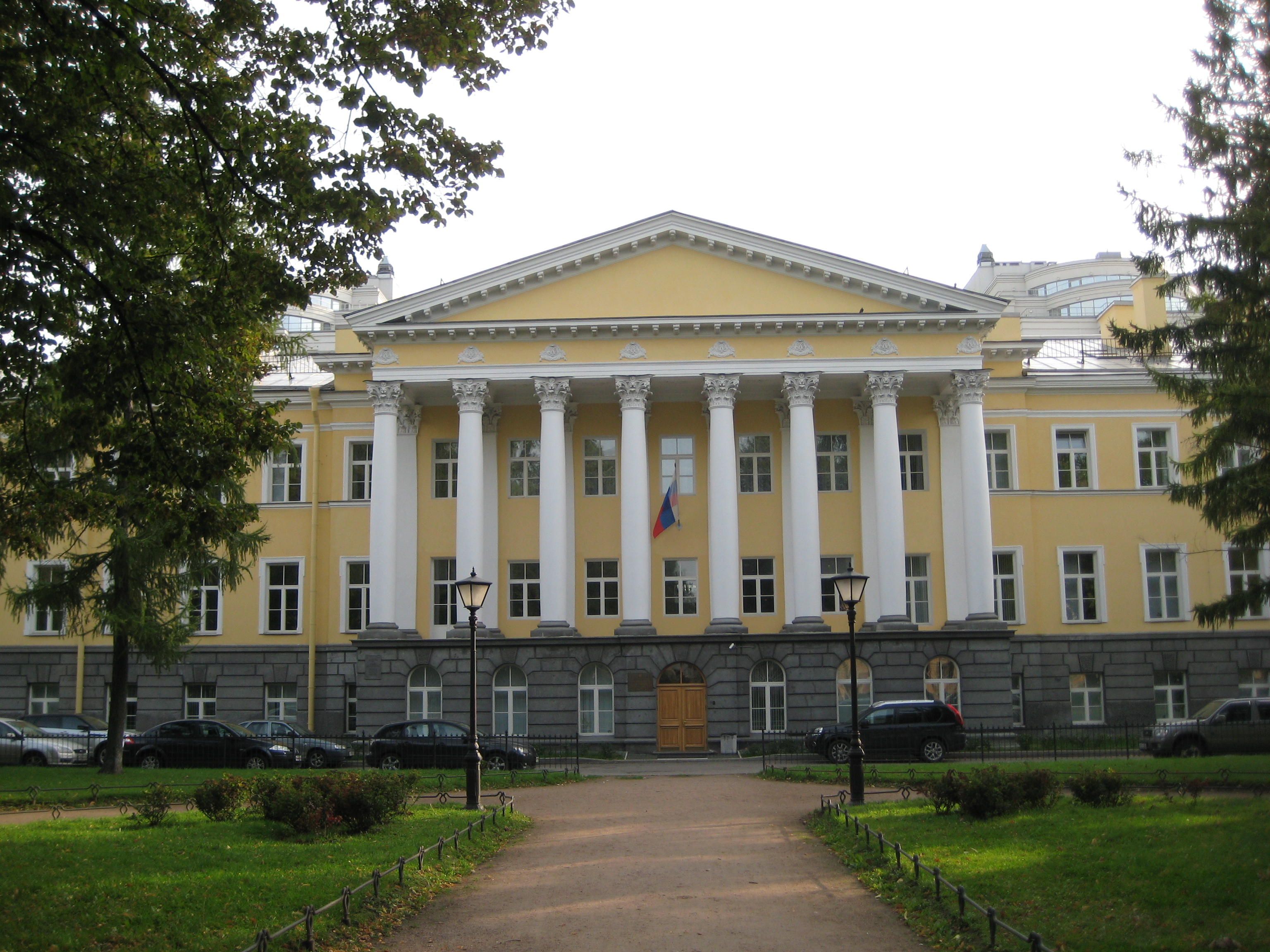
Façade néoclassique de l'ancienne caserne du régiment Préobrajensky, au 35 de la rue Kirotchnaïa.

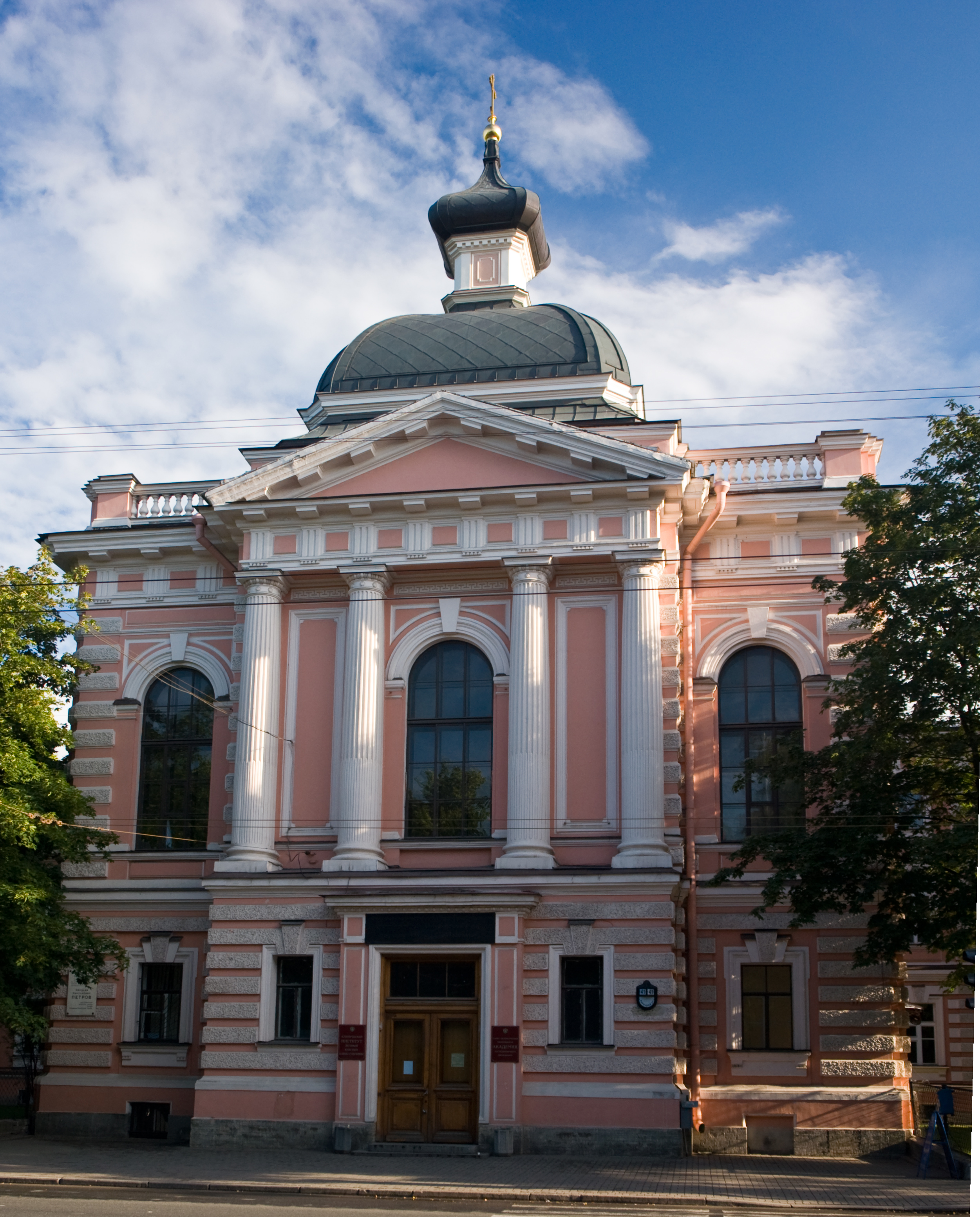
Académie de médecine d'enseignement post-diplômant.

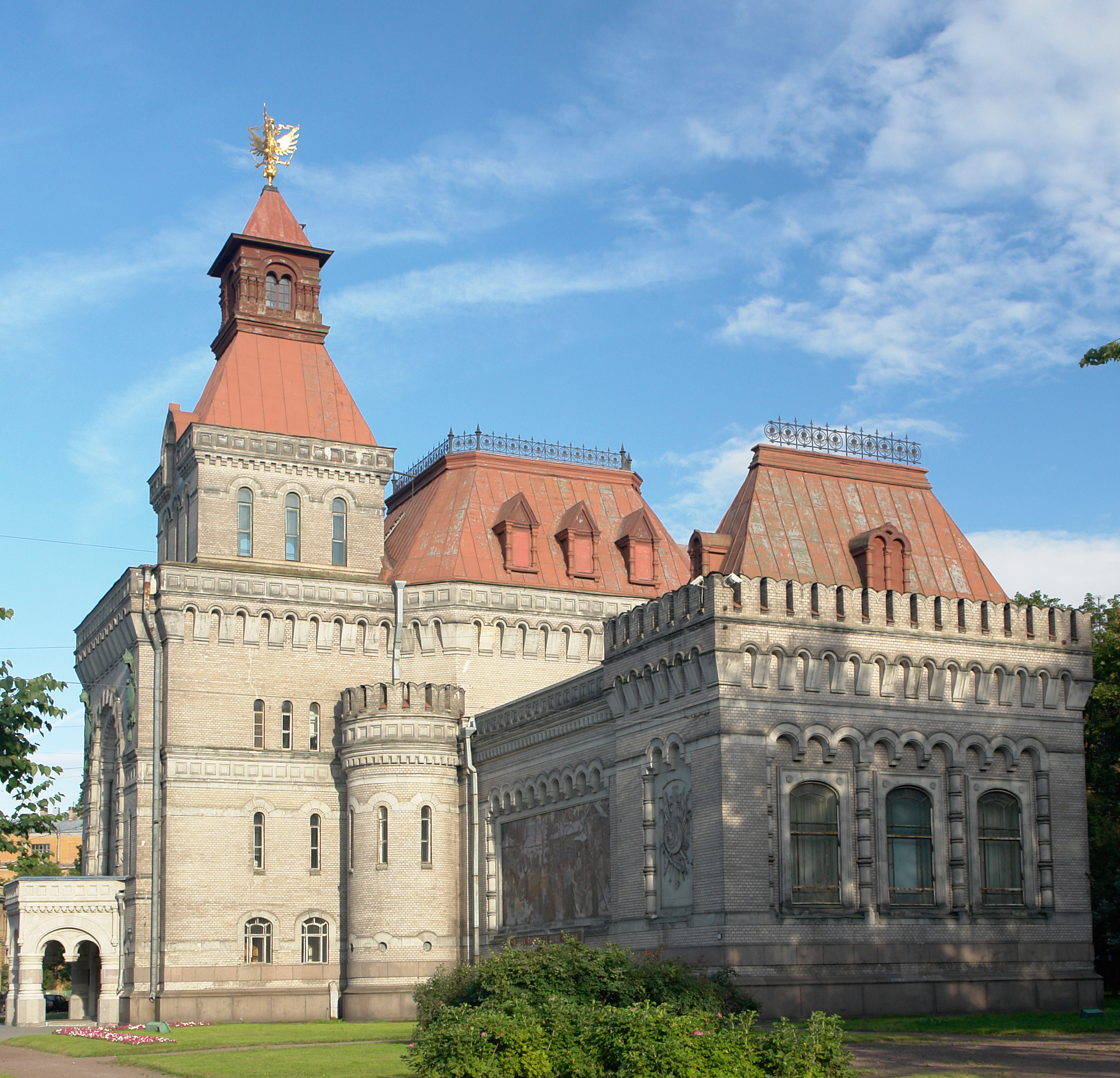
Musée Souvorov.

- no 1 - Cet édifice imposant, au coin du no 20 de la perspective Liteïny, a été construit en 1895-1896 par Wilhelm Hauger et Alexandre Dontchenko[2] d'après un projet originel d'Alexandre von Hohen  pour l'Assemblée des Officiers, formée sur oukaze de Nicolas II au printemps 1898. Après la révolution d'Octobre, l'édifice a été rebaptisé en Maison des Officiers. C'est ici que se sont tenus en 1950 des procès dans le cadre de l'affaire de Léningrad. Aujourd'hui l'édifice abrite le musée d'histoire militaire, une bibliothèque et le conseil des anciens combattants de la Route de la vie.
- no 6 - Immeuble de rapport d'I. M. Ekimov dans le style Art nouveau, construit en 1908-1909 par Wilhelm van der Gucht.
- no 15 - Ancienne caserne des sous-officiers de la division de gendarmerie (1857-1858), construite par Rudolf Bernhard.
- no 17 - L'architecte Lev Roudnev habitait un appartement de cet immeuble.
- no 23 - Le chirurgien Vladimir Oppel habitait un appartement de cet immeuble (plaque en sa mémoire).
- no 24 - Hôtel particulier Bach construit en 1904-1905 par Boris Girchovitch.
- no 28 - Aujourd'hui c'est l'emplacement de l'école no 183 construite à la place de l'ancienne église Saints-Côme-et-Damien du VIe bataillon de la Garde du Génie. Construite par Messmacher en 1876-1879, elle a été démolie dans les années 1940. Le bataillon du Génie se trouvait au no 33.
- no 29  - Angle de la rue Radichtchev (46): immeuble de rapport construit en 1899 par Pavel Moulkhanov.
- no 31-39 - Un hôpital militaire avec des casernes est construit ici en 1802-1807 par Fiodor Volkov et Fiodor Demertsov pour le régiment Préobrajensky s'étirant entre la rue Paradnaïa (1-3), la ruelle de Wilno (12-14) et la rue Radichtchev (35-37-39). Une partie intérieure de la caserne a été démolie en 2006-2007[3].
- no 32 et 34 - Immeubles de rapport construits entre 1881 et 1900 par Pavel Suzor pour le riche entrepreneur et Kammerherr, Anany Ratkov-Rojnov (1871-1948). Leur couleur verte et la grande arche du milieu tranchent sur les autres façades.
- no 41 - Ce bâtiment abritait l'institut clinique Grande-Duchesse-Hélène (avec une maternité), construit en 1878-1885 par Robert Gödike. Aujourd'hui il abrite l'Académie de médecine d'enseignement post-diplômant. Elle fait face au jardin de Tauride.

Le quadrilatère formé par la rue Kirotchnaïa, la rue Potemkine, la rue Chpalernaïa et la rue de Tauride est couvert par le jardin de Tauride, charmant jardin anglais contre le palais de Tauride, haut-lieu de la mémoire pétersbourgeoise.
- no 43 — Musée Souvorov construit par Alexandre von Hohen et Hermann Grimm en 1904 dans le style historiciste russe avec deux grandes mosaïques en façade représentant « Le Départ de Souvorov pour la campagne de 1799 » et « La Traversée des Alpes de Souvorov en 1799 ». Il fait face au jardin de Tauride.
- no 47 - Immeuble de rapport construit en 1908-1909 par Agourian Golossouïev et terminé par Piotr Batouïev.
- no 48 - Immeuble de rapport construit à la place de l'ancien hôtel particulier de Praxovie Akhverdova, parente de Mikhaïl Lermontov. Le salon de cette dame fort cultivée réunissait des représentants de la littérature de l'époque, dont Lermontov lui-même. L'hôtel particulier a été agrandi en 1871 par l'architecte Joffriot qui y vécut.
- no 54 - De 1837 à  1918 se trouvait ici l'Institut Marie pour l'éducation des jeunes filles de la noblesse. Le nouveau bâtiment qui abrite aujourd'hui l'école no 163 a été construit par l'architecte Andreï Stackenschneider dont ce fut le premier édifice remarqué.

## Notes et références

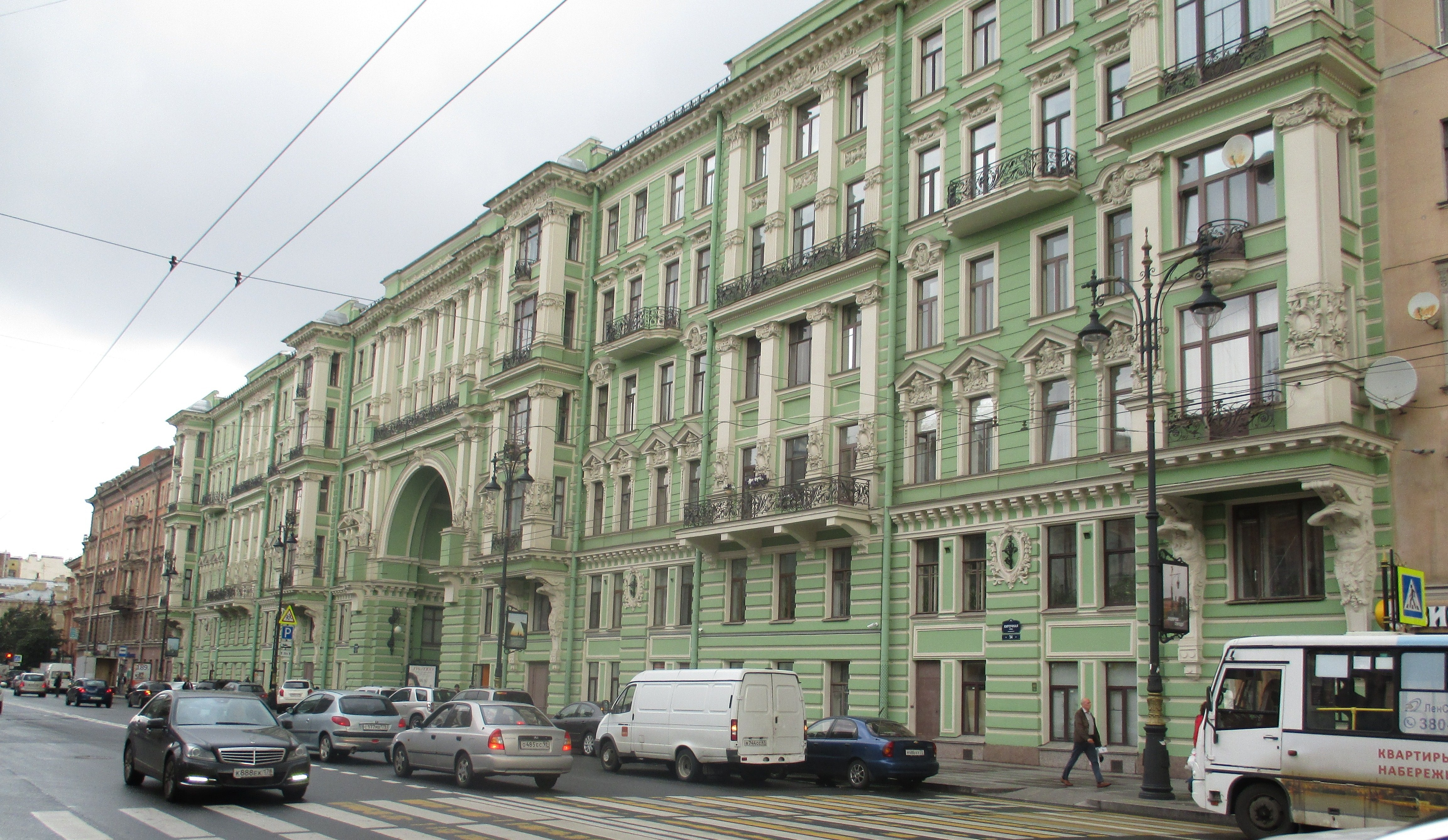
Immeuble du no 34 rue Kirotchnaïa.

## Source
- (ru) Cet article est partiellement ou en totalité issu de l’article de Wikipédia en russe intitulé « Кирочная улица (Санкт-Петербург) » (voir la liste des auteurs).